# Country Liberal Party
De Country Liberal Party (CLP) is een Australische politieke partij die enkel opkomt in de deelstaat Noordelijk Territorium. De CLP onderhoudt zowel banden met The Nationals (de voormalige ‘Country’ Party) en de Liberal Party en maakt deel uit van de zogenaamde Coalition tussen laatstgenoemde partijen.
In 1966 wordt in de Noordelijk Territorium een afdeling van de Country Party opgericht. De Liberale Partij is in het noorden erg klein en steunt de kandidaten van de Country Party. In 1974 besluiten de lokale leden van de Country en de Liberal Party tot de oprichting van de Country Liberal Party. Van 1978 tot de verkiezingsnederlaag in 2001 heeft de CLP het Noordelijk Territorium bestuurd.